# Anglars-Juillac
Anglars-Juillac là một xã thuộc tỉnh Lot trong vùng Occitanie phía tây nam nước Pháp. Xã này nằm ở khu vực có độ cao trung bình 98 mét trên mực nước biển.
Năm 1999, Anglars-Juillac có dân số 331; danh xưng dân địa phương trong tiếng Pháp là Anglacois.